# Maksymilian Grzywocz
Maksymilian Grzywocz (ur. 3 maja 1922 w Zabrzu, zm. 22 grudnia 1982 tamże) – polski bokser walczący w kategorii koguciej.

## Życiorys
Karierę rozpoczął w okresie międzywojennym. Był zawodnikiem klubów śląskich Skry Zabrze, Piasta Gliwice, Huty Zabrze i Górnika Katowice. Uczestniczył w trzech turniejach mistrzostw Europy, w Dublinie w 1947 odpadł w eliminacjach, natomiast w Oslo w 1949 i Mediolanie w 1951 został wyeliminowany w ćwierćfinałach. Startując w mistrzostwach Polski pięciokrotnie wywalczył mistrzostwo: w 1946, 1947, 1948, 1949, 1950. 
Dziesięciokrotnie wystąpił w reprezentacji Polski w latach 1946–1950, odnosząc 7 zwycięstw i ponosząc 3 porażki. W drugiej połowie lat 40 XX w. był najlepszym pięściarzem wagi koguciej w Polsce.
W swojej karierze stoczył 478 walk, z czego 449 wygrał, 11 zremisował i 18 przegrał.